# اچ‌ام‌اس خاروبدیس (۱۸۵۹)
اچ‌ام‌اس خاروبدیس (۱۸۵۹) (به انگلیسی: HMS Charybdis (1859)) یک کشتی بود که طول آن ۲۲۵ فوت ۳ اینچ (۶۸٫۶۶ متر) بود. این کشتی در سال ۱۸۵۹ ساخته شد.